# Jean Byron
Jean Byron (* als Imogene Burkhart am 10. Dezember 1925 in Paducah, Kentucky; † 3. Februar 2006 in Mobile, Alabama) war eine US-amerikanische Schauspielerin.
Jean Byron begann ihre Karriere 1952 mit der Hauptrolle im Film Voodoo Tiger neben Johnny Weissmüller. Nach zwei weiteren Filmen – am bekanntesten Die Schlange vom Nil (1953, Serpent of the Nile von William Castle), in dem sie die Dienerin Cleopatras (Rhonda Fleming) spielte. Seit der Mitte der 1950er Jahre trat sie vor allem in Fernsehserien auf, darunter in Fury, 77 Sunset Strip und Batman. Ihre bekannteste Rolle war seit 1963 die der Natalie Lane in The Patty Duke Show. Nach 1975 zog sich Byron von der Filmarbeit bis auf vereinzelte Ausnahmen vor allem zu Beginn und gegen Ende der 1980er Jahre zurück.
Byrons Ehe mit dem Schauspieler Michael Ansara blieb kinderlos und wurde 1956 geschieden.

## Filmografie
Filme
- 1952: Voodoo Tiger
- 1953: The Magnetic Monster
- 1953: Die Schlange vom Nil (Serpent of the Nile)
- 1955: Herrscher des Dschungels (Jungle Moon Men)
- 1956: Es gibt immer ein Morgen (There’s Always Tomorrow)
- 1956: Johnny Concho
- 1959: Invisible Invaders
- 1961: Daddy-O (Fernsehfilm)
- 1962: Zelda (Fernsehfilm)
- 1963: Zwei Frauen um Joe (Wall of Noise)
- 1963: Best of Patty Duke (Fernsehfilm)
- 1969: Tote Bienen singen nicht (Flareup)
- 1972: Eroberung vom Planet der Affen (Conquest of the Planet of the Apes)
- 1972: Wo tut’s weh? (Where Does It Hurt?)
- 1974: The Death Squad (Fernsehfilm)
- 1981: The Brady Girls Get Married (Fernsehfilm)
- 1981: Was dich bewegt (Advice to the Lovelorn, Fernsehfilm)
- 1987: Beverly Hills Car Park (Valet Girls)
- 1988: Perfect Match – Ein tolles Paar (The Perfect Match)
- 1989: Pucker Up and Bark Like a Dog
- 1999: Patty Duke – Lebendiger denn je (The Patty Duke Show: Still Rockin’ in Brooklyn Heights, Fernsehfilm)

Fernsehserien
- 1953–1955: The Pepsi-Cola Playhouse (vier Folgen)
- 1954: Mayor of the Town (38 Folgen)
- 1954: City Detective (zwei Folgen)
- 1954: Mr. & Mrs. North (eine Folge)
- 1954: The Lone Wolf (eine Folge)
- 1954: The Ford Television Theatre (eine Folge)
- 1954: Schlitz Playhouse of Stars (eine Folge)
- 1954: It’s a Great Life (eine Folge)
- 1954–1955: Rin Tin Tin (zwei Folgen)
- 1954–1956: Studio 57 (fünf Folgen)
- 1955: Passport to Danger (eine Folge)
- 1955: Big Town (eine Folge)
- 1955: The Millionaire (eine Folge)
- 1955: Stage 7 (eine Folge)
- 1955: You Are There (eine Folge)
- 1955: Matinee Theatre (eine Folge)
- 1955–1956: TV Reader’s Digest (vier Folgen)
- 1955–1956: Soldiers of Fortune (zwei Folgen)
- 1955–1956: Science Fiction Theatre (vier Folgen)
- 1956: Fury (eine Folge)
- 1956: Celebrity Playhouse (eine Folge)
- 1956: Flicka (eine Folge)
- 1956: Tales of the 77th Bengal Lancers (eine Folge)
- 1956–1959: State Trooper (fünf Folgen)
- 1957: Panic! (eine Folge)
- 1957: The 20th Century-Fox Hour (eine Folge)
- 1957: Telephone Time (zwei Folgen)
- 1957: Code 3 (eine Folge)
- 1957: Official Detective (eine Folge)
- 1957–1962: Cheyenne (vier Folgen)
- 1958: Mike Hammer (eine Folge)
- 1958: Jefferson Drum (eine Folge)
- 1958: The Lux Show (eine Folge)
- 1958: Yancy Derringer (eine Folge)
- 1958: Lux Playhouse (eine Folge)
- 1959: The Dennis O’Keefe Show (eine Folge)
- 1959–1960: New Orleans, Bourbon Street (Bourbon Street Beat, zwei Folgen)
- 1959–1963: The Many Loves of Dobie Gillis (19 Folgen)
- 1960: 77-Sunset-Strip (eine Folge)
- 1960: Hawaiian Eye (eine Folge)
- 1960: Tightrope (eine Folge)
- 1960: Full Circle (eine Folge)
- 1961: Tallahassee 7000 (eine Folge)
- 1961: Hennesey (eine Folge)
- 1961: Bus Stop (eine Folge)
- 1962: Kein Fall für FBI (The Detectives, eine Folge)
- 1962: Am Fuß der blauen Berge (Laramie, zwei Folgen)
- 1963–1966: The Patty Duke Show (105 Folgen)
- 1968: Batman (eine Folge)
- 1969–1972: Twen-Police (drei Folgen)
- 1970: Nancy (eine Folge)
- 1970: Pat Paulsen′s Half a Comedy Hour (Fernsehserie)
- 1971: Here’s Lucy (eine Folge)
- 1971: Columbo: Lösegeld für einen Toten (Ransom for a Dead Man)
- 1971: Das Wort hat die Verteidigung (Storefront Lawyers, eine Folge)
- 1971: Dr. med. Marcus Welby (Marcus Welby, M.D., eine Folge)
- 1971: Der Chef (Ironside, eine Folge)
- 1972: Ein Sheriff in New York (McCloud, eine Folge)
- 1972: Mannix (eine Folge)
- 1973: Barnaby Jones (eine Folge)
- 1973–1975: The Rookies (drei Folgen)
- 1974: Maude (eine Folge)
- 1974, 1976: Make-up und Pistolen (Police Woman, zwei Folgen)
- 1975: Die knallharten Fünf (S.W.A.T., eine Folge)
- 1976: Jigsaw John (eine Folge)
- 1980: Happy Days (eine Folge)
- 1981: Die Jeffersons (The Jeffersons, eine Folge)
- 1987: Hotel (eine Folge)